# 최윤온
최윤온(崔閏溫, 1390년 ~ ?)은 조선 형조좌랑 직책을 지낸 조선의 문신이다.
본관은 통천(通川)이고, 자는 여온(汝溫), 호는 근재(謹齋)이다.

## 생애
고려 공양왕 1년(1390년), 참판승추부사 양장공 최운해의 3남으로 창원 사로곡에서 출생하였다. 장형 최윤덕은 세종조에 좌의정으로 대마도를 정벌하고 여진족의 이만주를 정벌하고 4군을 설치하였다. 어려서 학문은 조선초의 명학자이자 문신으로 이름이 나있던 외종조인 권근에게 사사하였다. 연흥부원군 죽산 박고의 딸과 혼인하였다.
조선 태종대에 약관의 나이로 문과에 급제하여 벼슬길에 올랐으며, 이어 사헌부감찰을 지내고, 1419년(세종 1년)에 친구인 김종서 등과 행대감찰이 되어 전라도를 맡아 기민구제 사업과 관리들의 근무태만을 감찰하였다.
1421년(세종 3년)에는 형조좌랑이 되었으며, 이후 여러 벼슬을 거쳐서 사헌부집의가 되었고, 1431년(세종 13년)에는 함흥부 소윤으로 재임하면서 임금을 사조하여 기민의 구휼을 당부받았다.
이후 여러 벼슬을 거쳐서 정3품 당상관인 승정원의 우승지에 올랐다. 1440년(세종 22년) 어머니 안동 권씨가 죽자 3년 동안 시묘살이를 하였다. 그 뒤 1442년(세종 24년)에 복직하여 성천도호부사로 제임하면서 임금을 사조하여 민생에 힘쓸 것을 당부받았다.
1445년(세종27년)에는 장형인 최윤덕이 사망하였다. 1447년(세종 29년) 행호군(行護軍)으로 성천도호부사에 재임한 경험으로 성천부의 산성의 축성에 대해 임금께 아뢰었다.
이후 충청도 병마절제사(병마절도사로 개칭)를 역임하였다.
세종이 서거한 이후 문종 조에는 판전농시사에 재임하였으며, 단종이 즉위하고 수양대군이 권력을 장악하려는 시도로 일어난 계유정난으로 친구인 김종서부자와 훈구대신들이 대거 격살되자, 급히 서울을 떠나 문경에 일시 피신했다가, 다시 해남군 옥천면 대산리에 낙남하였다.
호남에 성리학을 처음 전하였다고 전해지며, 단종애사 이후 누차 세조가 조정에 출사를 권하였지만 나가지 않고 후학을 길렀다고 전해진다. 세조의 등극과정에서 장형인 최윤덕의 아들과 손자 등 통천 최씨 가문 전체가 멸문에 가까운 화를 입었음에도 이런 기록이 전해지는 것은 공의 처남이 세조대에 공신으로 책록되고, 이후 영의정에까지 오른 박원형이기 때문이라 생각된다.

## 기록 부실과 김종서와의 관계
세종을 거쳐 문종과 단종이 모두 짧은 재위기간을 이어갔고, 《세종실록》의 양이 방대하여 1452년(문종 2년) 60여 명이 6방으로 각 방마다 6~7년의 기사를 분담하고 편찬이 시작되어 1454년(단종 2년) 이르러 필사본 실록이 완성되었다. 그러나 당시 편수했던 인물들 중 황보인과 감종서는 1453년 계유정난에 피살되었고, 필사본 최종 감수는 정인지가 했다. 이후 편수관 박팽년 등이 단종 복위에 가담하여, 이로 인해 단종 복위에 가담한 인물들이 맡았던 실록 부분에 다시 첨삭이 가해졌을 것으로 판단된다. 이때 사육신 사건의 이개와 연루되면서 사실상 역적의 가문이 된 통천 최씨들의 많은 기록이 삭제되어 누락된 것으로 보인다.
《선조실록》이 있었음에도 인조반정 이후 《선조수정실록》을 다시 편찬하여 하나의 사건에 대해 전혀 상반되게 해석하는 등 반정 세력이 정당성을 확보한 경우와 상통한다고 할 수 있다.

### 기록의 부실함
김종서와 그의 아들들이 살해되고(김종서는 기습적으로 철퇴를 맞은 다음 아들들이 그 위를 덮으면서 아들들은 사망하였으나, 김종서는 다행이 목숨을 건지고 며느리의 본가에 피신하였으나, 결국 발각되어 살해되었다.), 다음날 수양대군 세력이 김종서와 같이 함부로 권력을 휘둘렀다고 지목하여 작성한 〈살생부〉에 올라있던 대신들은 아침에 조정으로 등청하다 입구에서 살해되었고, 당시 외부에 있었던 대신들도 불러들이거나 잡아들여 죽였음을 상기하면, 이 시기에 벼슬에서 잠시 물러나 있었거나 다행이 이 살생부에 오르지는 않았던 듯 하다(최윤온은 당시 수양대군의 세력의 눈에는 세종대에 부왕의 신임을 받아 조정의 요직을 장악하고 권력을 함부로 휘두르던 훈구대신에 속하는 사람이었다. 세종대 사헌부감찰, 전라도 행대감찰, 형조좌랑, 함흥소윤, 사헌부집의, 우승지, 성천도호부사, 충청도 병마절도사, 문종조에는 판전농시사로 제임하는 등 중요직을 두루 거쳤고, 조정의 권력자였던 좌의정 김종서의 친구였다.).
그럼에도 실록에서 공의 기록은 부실하고 해남으로 낙남한 이유는 통천 최씨 가문 전체가 계유정란과 단종애사에 연루되었기 때문으로 보인다. 첫째 형님인 정렬공 최윤덕의 네 조카와 손자들이 대부분 단종애사에서 멸문에 가까운 정도의 참화를 입었고, 둘째 형님인 최윤복의 손자인 최로가 계유정란에 교수형에 처해지는 등 통천 최씨 가문 전체가 참화를 입었다.
계유정난이 발생하자 해남으로 피신하였으며, 말년에 스스로 기록을 남지지 않았다고 한다.
당시 세조의 등극과정에서 참변을 당한 친족들을 보면 장형 정렬공 최윤덕의 아들 4형제 모두가 이 혼란에서 연루되어 묘가 실전되었다. 이들 4형제 중 족보상으로 2명은 대가 끊겼고, 정렬공의 손자들도 현재는 5명 만이 확인되고 있다. 그리고 손자들중 그나마 2명만이 묘가 확인되고 있다.
계유정난에는 둘째 형님 최윤복의 자손인 최로(단종충신단에 누이와 함께 배향)가 연루되어 교수형을 당하였고, 금성대군 사건으로 정렬공 최윤덕의 4남인 최영손(단종충신단 배향)이 단지 무용이 뛰어나다는 이유로 충군되었다 결국 교수형에 처해졌다.
사육신 사건에서 이개와 연루되어 최윤덕의 장자인 최숙손과 장손인 최맹한, 3남 최광손의 아들 최계한이 유리안치 되었고, 숙손은 국문의 후유증으로 얼마 후 사망하였다.
동생인 최윤례는 진사였다는 기록 이외에 벼슬을 했다거나 누구와 혼인을 했다는 어떤 기록조차 없다.

### 김종서와의 관계
친구인 김종서와 불화가 생긴 이유가 장형인 최윤덕의 업적을 축소하고 범부처럼 벼슬만 나열하여 친구 사이가 틀어졌다고 한다. 그리고 김종서가 조정에서 지나치게 권력을 함부로 휘두르는 것에 염증을 느끼고 벼슬을 버리고 해남으로 둔적하였고, 김종서의 후손과는 혼인을 하지 말라는 유훈을 남겼다고 전해진다. 그러나 해남으로의 낙남은 실제로 통천 최씨 가문 전체가 세조의 등극 과정에서 계유정난과 단종복위등에 연루되어 참화를 입은 것 때문이라 이 일화와는 맞지 않으며, 해남에 둔적하는 과정을 설명하다 후대에서 잘못 기술한 것으로 보인다.
당시 계유정난 발생하고 해남으로 은거한 성씨들이 원주 이씨, 순천 김씨, 통천 최씨 등인데 모두 계유정난에 휘말린 인물들과 연관된 성씨이다., 이때 낙남한 통천 최씨는 최윤온을 위시한 근제공 계열이고, 정렬공 최윤덕 계열은 장자인 최숙손이 사은정사로 명에 다녀오고, 최광손과 아들인 최계한은 원종공신 3등과 2등에 책록되는 등 사육신 사건 이전까지 여전히 중앙정계에서 중요한 직책에 있었다. 다만 4남인 최영손이 계유정난 이후 사복시에 출사하였다 금성대군 사건으로 사육신 사건 이전에 교수형을 당했다.
낙남한 최윤온은 김종서의 절친한 친구이며, 함께 낙남한 순천 김씨는 김종서의 본관이다. 이미 계유정난으로 역적의 가문이 되어 같은 고장으로 낙남한 순천 김씨와 사육신 사건으로 통천 최씨 가문 또한 역적의 가문이 되어, 두 집안 모두가 역적의 가문이 되었으니, 세상에 흠이 잡히지 않게 혼사에 각별이 신경쓰라는 유훈을 남긴 것이 곡해된 것으로 보인다.

## 가계
- 6대조 :최탁(호부상서,상장군-인종)
- 조 : 최록(대의공신-고려)
- 부 : 최운해(충근좌명공신-고려),(개국원종공신-조선)
- 모 : 안동권씨
- 본인 : 최윤온
- 배위 : 죽산박씨(처남: 세조조 영의정박원형)
- 형제 : 최윤덕, 최윤복,최윤례
- 자 : 최교, 최영, 최언
- 현손 : 최산정

## 같이 보기
- 양촌 권근
- 조선 세종
- 김종서
- 계유정난